# Aéroport de Tiko
L’aéroport de Tiko (code IATA : TKC • code OACI : FKKC) est situé dans la région du Sud-Ouest du Cameroun.

## Histoire
Malgré un passé florissant, l'aéroport de Tiko n’accueille plus d'avions commerciaux.
Construit par les Britanniques durant l'époque coloniale, l'aéroport recevait quatre liaisons hebdomadaires de la compagnie Cameroon Airlines dans les années 1960.

## Équipements
Nature piste : Bitume ; Inutilisable hors piste ;
Balisage de nuit : électrique O/R avant 1200 à FKKDYDYX
Données météo : Pluie de mai à novembre

## Réhabilitation
Des projets de réhabilitations sont en cours pour en faire un point d'arrivée pour les participants au compétitions de football CAN 2016 et CAN 2019.
La réhabilitation de l'aéroport de Tiko exige beaucoup de restructuration. Dans Tiko, environ 2000 à 3000 personnes seraient affectées à la démolition de maisons près de la zone de l'aéroport de Tiko afin de rénover l'aéroport existant et le mettre à jour de la classe C à B.
Le bâtiment du conseil de la ville de Tiko se trouve en bout de piste du terrain de l'aéroport. La route Tiko-Douala entre dans le terrain de l'aéroport. Deux églises s'y trouvent aussi.
En 1937, les natifs qui occupaient le terrain de l'aéroport ont été indemnisés à hauteur d'environ 600 livres pour évacuer la zone. Lorsque la pression démographique a augmenté, les gens ont empiété dans le terrain de l'aéroport.
En 1999, l'officier divisionnaire du Fako aurait interdit toute forme de construction autour de l'aéroport. Cette décision n'a jamais été mis en œuvre, avec des maisons qui ont poussé autour et à l'intérieur des terres de l'aéroport depuis 1999.
Il a été suggéré de construire un nouvel aéroport à un autre endroit par exemple situé près de la mer autour de la zone Mungo. Plutôt que de mettre encore l'aéroport actuel en service car il est situé en plein milieu de la municipalité Tiko. 